# Cottus hispaniolensis
Chabot des Pyrénées, Chabot pyrénéen
Espèce
Statut de conservation UICN

 LC : Préoccupation mineure
Cottus hispaniolensis, le Chabot des Pyrénées ou Chabot pyrénéen, est une espèce de poissons d'eau douce actinoptérygiens de la famille des Cottidae.

## Description
Ce chabot peut mesurer 10 à 15 cm, queue non comprise (SL) et peut peser 12 g,.

## Répartition
Ce poisson d'eau douce est endémique du Sud-Ouest de l'Europe, à savoir l'extrême Nord-Est de l'Espagne, l'extrême Sud-Ouest de la France et l'Andorre. Il est présent en amont dans les bassins de la Garonne et de l'Ariège, mais son aire de répartition réelle demeure incertaine,.

## Le Chabot des Pyrénées et l'Homme
Le Chabot des Pyrénées est considéré comme une « espèce de préoccupation mineure » (LC) par la liste rouge de l'UICN.
Il est considéré comme une « espèce quasi menacée » (NT) par la liste rouge du Comité français de l'UICN dans sa version de 2019, où il était une « espèce à données insuffisantes » (DD) dans la version de 2009.

## Taxonomie

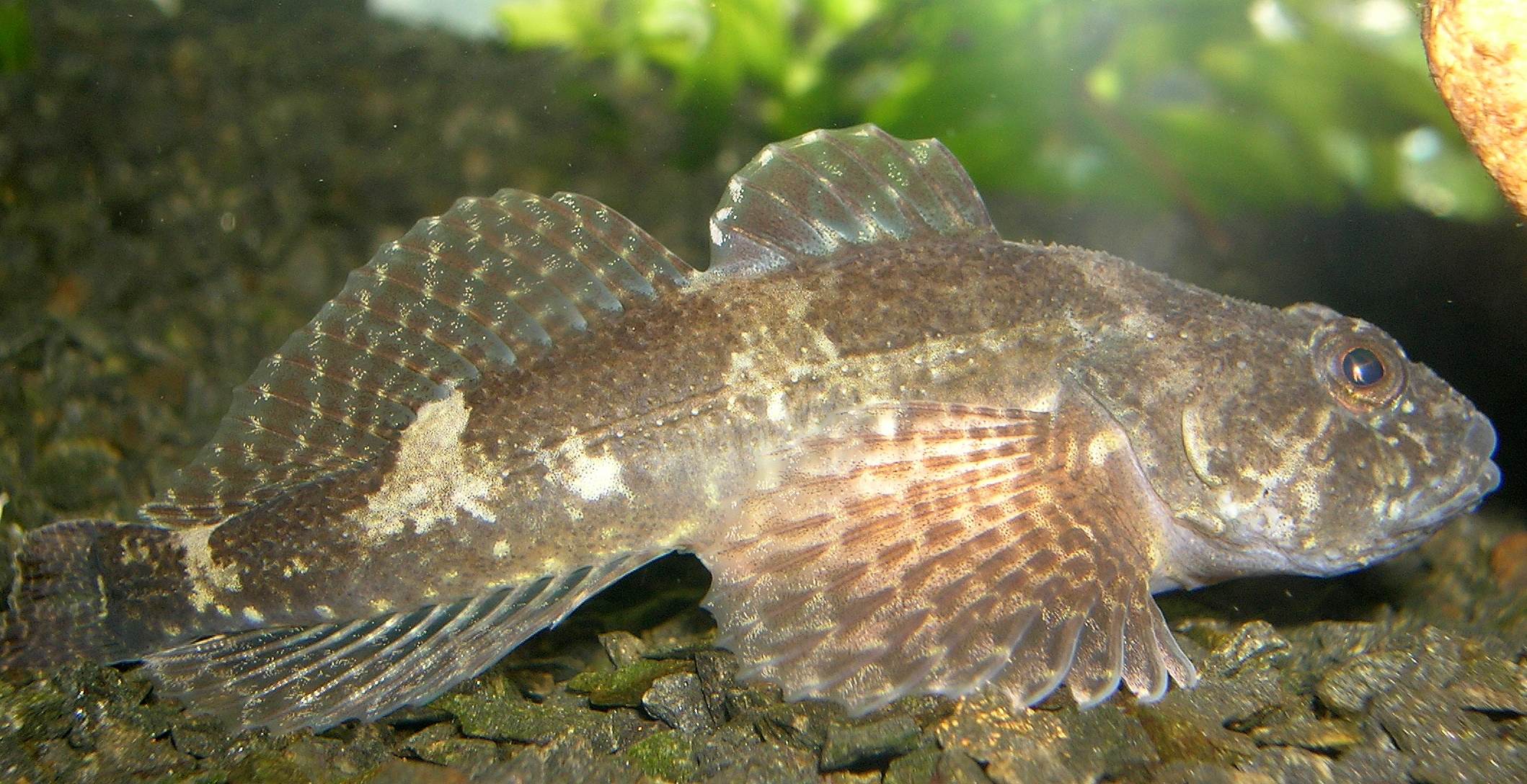
Chabot commun, espèce apparentée au Chabot des Pyrénées.

L'espèce a été décrite en 1964 par les naturalistes Mihai Băcescu et Lotus Elena Băcescu-Meşter, en même temps que le Chabot du Lez (Cottus petiti), sous le trinôme Cottus gobio hispaniolensis Băcescu & Băcescu-Meşter, 1964.
Initialement considérée comme une sous-espèce du Chabot commun (C. gobio), elle est élevée au rang d'espèce par une étude de Jörg Freyhof et al. en 2005, où y sont décrites également huit nouvelles espèces de chabots.
Les noms vernaculaires attestés en français sont « Chabot des Pyrénées », « Chabot pyrénéen », « bavard » et « têtard »,.

### Étymologie
L'épithète spécifique hispaniolensis, composée de Hispani[a] (nom latin de l'Hispanie) et du suffixe -ensis (pour désigner le lieu), fait référence au nom antique de la péninsule Ibérique, où y est répartie cette espèce.

### Publication originale
- Mihai Băcescu et Lotus Elena Băcescu-Meşter, « Cottus petiti sp. n., un chabot nouveau récolté en France. Considérations zoogéographiques et données comparatives sur d'autres Cottus d'Europe », Vie et Milieu (suppl.), no 17,‎ 1964, p. 431-446 (protologue).